# 艾特拉赫
艾特拉赫是德国巴登-符腾堡州的一个市镇。总面积30.20平方公里，总人口2509人，其中男性1275人，女性1234人（2011年12月31日），人口密度83人/平方公里。